# Diversidad sexual en Macedonia del Norte
Las personas del colectivo LGBT+ en Macedonia del Norte se enfrentan a ciertos desafíos legales y sociales no experimentados por otros residentes. Las relaciones sexuales consensuales entre personas del mismo sexo fueron despenalizadas en 1996. Sin embargo, la diversidad sexual aún es un tema tabú en la sociedad de este estado europeo, la cual es mayormente conservadora y, a pesar de los avances en materia de protección legal contra la discriminación por motivos de orientación sexual e identidad de género en áreas como en el acceso al empleo, la educación, los servicios de salud, entre otros, las personas LGBT+ aún sufren discriminación, persecución y violencia. Por otra parte, la primera marcha del orgullo LGBT+ realizada en Macedonia del Norte, se llevó a cabo en Skopie, el 29 de junio de 2019.

## Legislación y derechos

### Despenalización de la homosexualidad
Las relaciones sexuales consensuales entre personas del mismo sexo fueron despenalizadas en Macedonia del Norte en 1996 con la entrada del nuevo Código Penal, el cual eliminó el artículo 101 que criminalizaba las relaciones sexuales entre personas del mismo sexo (penalizadas con un año de cárcel). La edad de consentimiento sexual en Macedonia del Norte es de 18 años, sin importar la orientación sexual.

### Reconocimiento de las parejas del mismo sexo
No existe ningún tipo de reconocimiento hacia las parejas formadas por personas del mismo sexo en forma de matrimonio o de unión civil en Macedonia del Norte, por ende, el Estado macedonio tampoco reconoce a la familia homoparental. En Macedonia del Norte no están prohibidas constitucionalmente las uniones civiles ni tampoco el matrimonio entre personas del mismo sexo; sin embargo, es improbable que se apruebe un proyecto de ley en los próximos años que pueda permitir que las parejas del mismo sexo tengan el mismo derecho que las parejas heterosexuales a acceder a las uniones civiles o al matrimonio.

### Leyes y medidas antidiscriminación

#### Protección laboral
Desde el año 2005, el estado de Macedonia del Norte cuenta con medidas legales en el ámbito laboral las cuales prohíben la discriminación por motivos de orientación sexual e identidad de género en el ámbito laboral.
Ley de relaciones laborales: Los artículos 6 y 7 de la Ley de relaciones laborales, emitida en 2005, prohíbe la discriminación directa e indirecta por motivos de orientación sexual en el empleo.
Los artículos 6 y 7 de la ''Ley de relaciones laborales'' expresan lo siguiente:

Prohibición de la discriminación
Artículo 6
(1) El empleador no debe tratar al solicitante de empleo (en adelante: solicitante de empleo) o al empleado de manera desigual por motivos de origen racial o étnico, color de piel, género, edad, salud o discapacidad, convicciones religiosas, políticas o de otro tipo, afiliación en los sindicatos, el origen nacional o social, el estado civil, la posición financiera, la orientación sexual u otras circunstancias personales.

(2) Las mujeres y los hombres deben tener igualdad de oportunidades y trato en relación con:
1) acceso al empleo, incluida la promoción y la formación profesional y profesional;
2) condiciones de trabajo;
3) igual salario por igual trabajo;
4) planes de seguro social profesional;
5) licencia del trabajo;
6) horas de trabajo, y
7) extinción del contrato de trabajo.
(3) El principio de igualdad de trato incluirá la prohibición de discriminación directa y/o indirecta en el sentido de los párrafos (1) y (2) del presente artículo.
Discriminación directa e indirecta
Artículo 7
(3) Existirá discriminación indirecta, en el sentido de la presente ley, cuando una disposición, criterio o práctica aparentemente neutral esté poniendo o pondría al solicitante de empleo o al empleado en una posición menos favorable en comparación con otras personas debido a un determinado característica, estado, atributo o convicción en los términos del artículo 6 de la presente ley.
(4) Se prohíbe la discriminación, en el sentido del artículo 6 de la presente ley, por parte del empleador con respecto a lo siguiente:
1) Requisitos de empleo, incluidos los criterios y condiciones para la selección de candidatos para el desempeño de un trabajo específico, en cualquier rama, en cualquier sector, de acuerdo con la Clasificación Nacional de Actividades, y en cualquier nivel de la jerarquía profesional;
2) Promoción en el trabajo;
3) Acceso a todos los tipos y niveles de formación profesional, readiestramiento y educación complementaria;
4) Condiciones operativas y de trabajo y todos los derechos derivados del empleo, incluida la igualdad de remuneración;
5) Terminación del contrato de trabajo, y
6) Los derechos de los miembros y la participación activa en las asociaciones de empleados y empleadores o cualquier otra organización profesional, incluidos los privilegios derivados de dicha membresía.

(5) Serán nulas y sin efecto las disposiciones de los convenios colectivos y contratos de trabajo que prevean la discriminación por cualquiera de los motivos a que se refiere el artículo 6 de la presente ley.
Ley de relaciones laborales

Ley de prevención y protección contra la discriminación: Los artículos 3 y 5 de la Ley de prevención y protección contra la discriminación, emitida en 2019, prohíbe la discriminación por motivos de orientación sexual e identidad de género en el trabajo así como en las relaciones laborales (entre otras esferas). Esta ley fue temporalmente anulada por el Tribunal Constitucional el 14 de mayo del 2020, debido a que la ley fue “adoptada sin la mayoría requerida”. Posteriormente, la ley fue aprobada por el Parlamento el 27 de octubre del 2020, y entró en vigor 3 días después (30 de octubre).
Los artículos 3 y 5 de la Ley de prevención y protección contra la discriminación expresan lo siguiente:

Artículo 3.- Aplicación de la Ley
(1) Esta Ley se refiere a todas las personas físicas y jurídicas.
(2) Esta Ley será aplicada por todos los órganos estatales, órganos de las unidades de autogobierno local, personas jurídicas con autorizaciones públicas y todas las demás personas físicas y jurídicas en el campo de:
1) Trabajo y relaciones laborales;
(3) Las entidades a que se refiere el párrafo (2) de este artículo estarán obligadas a tomar medidas o acciones para la promoción de la igualdad y la prevención de la discriminación.
Artículo 5.- Motivos discriminatorios
Se prohíbe cualquier discriminación por motivos de raza, color, nacionalidad o etnia, sexo, género, orientación sexual, identidad de género, grupo marginado, idioma, nacionalidad, origen social, educación, religión o creencia, creencia política, otra creencia, discapacidad, edad, estado civil o marital, situación patrimonial, estado de salud, estado personal y condición social o cualquier otro motivo.
Ley de prevención y protección contra la discriminación

#### Protección amplia
Desde el año 2019, el estado de Macedonia del Norte cuenta con medidas legales las cuales prohíben la discriminación de forma amplia por motivos de orientación sexual e identidad de género (acceso a la educación, los servicios de salud, etc). 
Ley de prevención y protección contra la discriminación: Los artículos 3 y 5 de la Ley de prevención y protección contra la discriminación, emitida en 2019, prohíbe la discriminación de forma amplia por motivos de orientación sexual e identidad de género (acceso a la educación, los servicios de salud, la justicia, la seguridad social, la vivienda, etc). Esta ley fue temporalmente anulada por el Tribunal Constitucional el 14 de mayo del 2020, debido a que la ley fue “adoptada sin la mayoría requerida”. Posteriormente, la ley fue aprobada por el Parlamento el 27 de octubre del 2020, y entró en vigor 3 días después (30 de octubre).
Los artículos 3 y 5 de la Ley de prevención y protección contra la discriminación expresan lo siguiente:

Artículo 3.- Aplicación de la Ley
(1) Esta Ley se refiere a todas las personas físicas y jurídicas.
(2) Esta Ley será aplicada por todos los órganos estatales, órganos de las unidades de autogobierno local, personas jurídicas con autorizaciones públicas y todas las demás personas físicas y jurídicas en el campo de:
1) Trabajo y relaciones laborales;
2) Educación, ciencia y deportes;
3) Seguridad social, incluyendo el área de protección social, pensión y seguro de invalidez, seguro de salud y atención médica;
4) Poder judicial y administración;
5) Vivienda;
6) Información pública y medios de comunicación;
7) Acceso a bienes y servicios;
8) Membresía y actividad en partidos políticos, asociaciones, fundaciones, sindicatos u otras organizaciones basadas en membresía;
9) Cultura; y
10) Todas las demás áreas.
(3) Las entidades a que se refiere el párrafo (2) de este artículo estarán obligadas a tomar medidas o acciones para la promoción de la igualdad y la prevención de la discriminación.
(4) Todas las entidades que están obligadas por ley a recopilar, registrar y procesar datos, están obligadas a mostrar estos datos de acuerdo con los motivos discriminatorios a que se refiere el artículo 5 de esta Ley, relevantes en la materia, con el fin de promover la igualdad y prevención de la discriminación.
Artículo 5.- Motivos discriminatorios
Se prohíbe cualquier discriminación por motivos de raza, color, nacionalidad o etnia, sexo, género, orientación sexual, identidad de género, grupo marginado, idioma, nacionalidad, origen social, educación, religión o creencia, creencia política, otra creencia, discapacidad, edad, estado civil o marital, situación patrimonial, estado de salud, estado personal y condición social o cualquier otro motivo.
Ley de prevención y protección contra la discriminación

### Leyes sobre crímenes de odio e incitación al odio
Crímenes de odio
El párrafo 42 del artículo 122 del Código Penal de 1996, enmendado en 2018, incluye a la orientación sexual e identidad de género entre las características que pueden constituir un crimen de odio en virtud de las disposiciones del Código.
Incitación al odio
A pesar de que existen leyes que agravan la sentencia en caso de que el crimen sea motivado por la orientación sexual de la víctima, no existen leyes que criminalicen la incitación al odio.